# Atyria mnemosyne
Atyria mnemosyne là một loài bướm đêm trong họ Geometridae.